# Енгін Езтонга
Енгін Езтонга (тур. Engin Öztonga, нар. 10 серпня 1978) — турецький футболіст, що грав на позиції півзахисника.
Виступав, зокрема, за клуб «Коджаеліспор», а також молодіжну збірну Туреччини.
Дворазовий володар Кубка Туреччини.

## Клубна кар'єра
Народився 10 серпня 1978 року. Вихованець футбольної школи клубу «Коджаеліспор». Дорослу футбольну кар'єру розпочав 1996 року в основній команді того ж клубу, в якій провів дев'ять сезонів, взявши участь у 219 матчах чемпіонату.  Більшість часу, проведеного у складі «Коджаеліспора», був основним гравцем команди.
Згодом з 2005 по 2011 рік грав у складі команд «Ґазіантепспор», «Ескішехірспор», «Діярбакирспор», «Чайкур Різеспор», «Діярбакирспор» та «Карталспор».
Завершив ігрову кар'єру у команді «Кьорфез», за яку виступав протягом 2011—2013 років.

## Виступи за збірні
У 1995 році дебютував у складі юнацької збірної Туреччини (U-17), загалом на юнацькому рівні взяв участь у 20 іграх, відзначившись 2 забитими голами.
Протягом 1998–2000 років залучався до складу молодіжної збірної Туреччини. На молодіжному рівні зіграв у 12 офіційних матчах.

## Титули і досягнення
- Володар Кубка Туреччини (2):

«Коджаеліспор»: 1996-1997, 2001-2002